# کوتن ۱۰۷۴۷
سیارک ۱۰۷۴۷ (به انگلیسی: 10747 Kothen، نامگذاری:1989CW7) ده هزار و هفتصد و چهل و هفتمین سیارک کشف شده‌است که در ۱ فوریه ۱۹۸۹ کشف شد.
قدر مطلق سیارک برابر ۱۴٫۷۰ است.